# Seitenwagen-Motocross-Weltmeisterschaft
Die Seitenwagen-Motocross-Weltmeisterschaft (offiziell FIM Sidecar Motocross World Championship) ist die seit 1980 von der Fédération Internationale de Motocyclisme (FIM) jährlich ausgetragene Weltmeisterschaft für Seitenwagen-Motocross.
Vor 1980 wurde lediglich ein europäischer Wettbewerb ab 1971 ausgetragen. Die Weltmeisterschaft wird in verschiedenen Ländern mit mehreren Läufen pro Grand Prix ausgetragen.

## Wettkampfformat

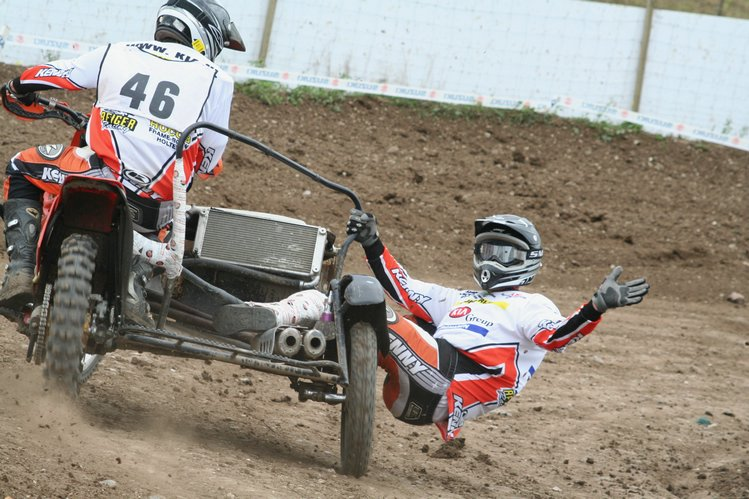
Sidecar-Motocross-Gespann

Jedes Grand-Prix-Wochenende wird in zwei Rennen aufgeteilt, die beide am gleichen Tag stattfinden. Jedes Rennen geht über 30 Minuten plus zwei Runden. Die beiden Rennen eines Wochenendes werden zusammengerechnet, um einen Gesamtsieger zu ermitteln. Bei Gleichstand werden die Ergebnisse des zweiten Rennens herangezogen, um den Sieger zu ermitteln. Beim Seitwenwagen-Motocross besteht ein Team aus einem Fahrer und einem Beifahrer, die Fahrer können jedoch während der Saison ihre Beifahrer austauschen, was häufig aufgrund von Verletzungen geschieht.
Die Veranstaltungen bestehen in der Regel aus einem Qualifikationswettbewerb, der in mehreren Läufen an Samstagen eines Rennwochenendes ausgetragen wird, während die beiden Rennveranstaltungen in der Regel an Sonntagen stattfinden. Den Fahrern muss mindestens ein 30-minütiges freies Training zur Verfügung stehen, das mit einer Zeitmessung versehen wird. Ein Rennen kann aus bis zu 30 Startern bestehen und der Qualifikationsmodus ist abhängig von der Anzahl der Teilnehmer. Bei bis zu 32 Startern wird es in einer Gruppe ausgetragen, die in zwei Läufen zu je 30 Minuten aufgeteilt wird. Bei mehr als 32 Teilnehmern wird das Starterfeld durch Abstimmung und die aktuelle Rangliste in zwei Gruppen aufgeteilt. Jede Qualifikationsgruppe kann aus bis zu 30 Fahrern bestehen. Bei mehr als 60 Nennungen muss ein Pre-Qualifying durchgeführt werden. Von den Fahrern der beiden Gruppen qualifizieren sich die besten zwölf direkt für die Rennen. Die übrigen Teams kommen in eine zweite Qualifikationsrunde, in der die besten sechs Fahrer weiterkommen. Die Fahrer auf den Plätzen sieben und acht bleiben in Reserve, falls eines der qualifizierten Teams nicht antreten kann.
Der Wettbewerb ist offen für Motorräder mit Zweitaktmotoren zwischen 350 und 750 cm³ und Viertaktmotoren bis zu 1.000 cm³. Jedes Team darf zwei Motorräder einsetzen, wobei die Möglichkeit besteht, die Maschinen zwischen den Rennen zu wechseln.

## Punktesystem

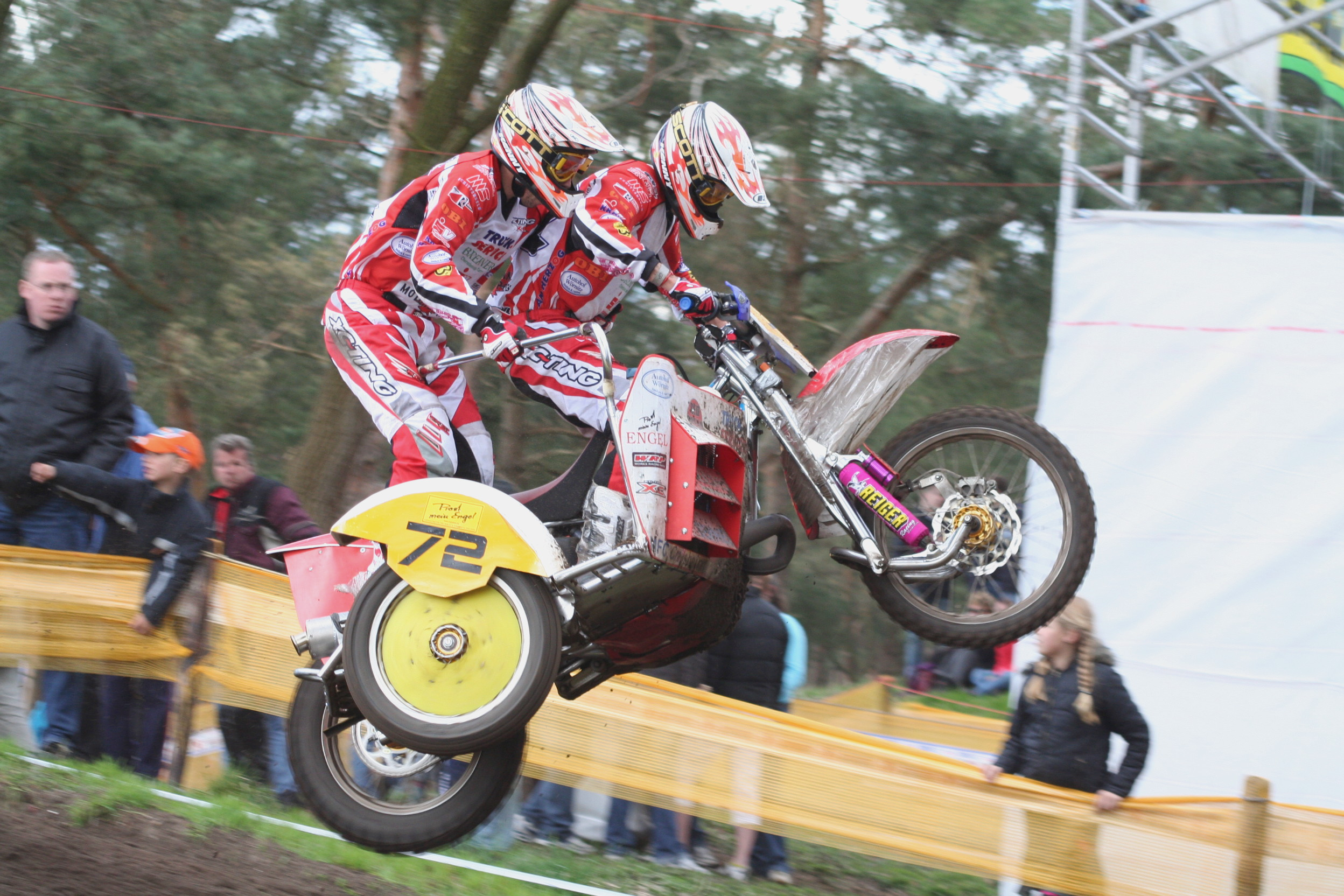
Tobias und Fabian Hertfelder, Oldebroek 2007

Das System der Punktevergabe hat sich im Laufe der Zeit immer wieder geändert. Weltmeister wird das Gespannteam mit den meisten WM-Punkten, bei Punktgleichstand entscheidet die Mehrzahl der besseren Platzierungen der einzelnen Wertungsläufe. Die ersten 20 Teams aus jedem Rennen erhalten Punkte. In den ersten drei Saisons, 1971, 1972 und 1973, wurden Punkte nur für das Gesamtergebnis des Grand Prix vergeben, danach wurden sie für die einzelnen Rennen vergeben. Nur die besten zehn Teams erhielten Punkte. Ab 1984 gab es für die besten 15 Teams Punkte, der Sieger erhielt 15 Punkte. Das derzeitige System, bei dem 20 Teams Punkte erhalten und der Sieger 25 Punkte bekommt, wurde im Jahr 2002 eingeführt. Bis 1976 wurde nur eine bestimmte Anzahl von besten Ergebnissen für die Gesamtwertung gezählt, seit 1977 zählen alle Ergebnisse. Die Grand Prix wurden immer in zwei Rennen ausgetragen, mit Ausnahme der Jahre 1992 und 1993, als in jedem Grand Prix drei Rennen stattfanden. In diesen beiden Jahren waren die Rennen 20 Minuten plus zwei Runden lang, danach wurde das Format wieder auf 30 Minuten plus zwei Runden zurückgeändert.
Das Punktesystem von 1971 bis 1983:
| Platz | Punkte |
| ----- | ------ |
| 1     | 15     |
| 2     | 12     |
| 3     | 10     |
| 4     | 8      |
| 5     | 6      |

| Platz | Punkte |
| ----- | ------ |
| 6     | 5      |
| 7     | 4      |
| 8     | 3      |
| 9     | 2      |
| 10    | 1      |

Das Punktesystem von 1984 bis 2000:
| Platz | Punkte |
| ----- | ------ |
| 1     | 20     |
| 2     | 17     |
| 3     | 15     |
| 4     | 13     |
| 5     | 11     |
| 6     | 10     |
| 7     | 9      |
| 8     | 8      |

| Platz | Punkte |
| ----- | ------ |
| 9     | 7      |
| 10    | 6      |
| 11    | 5      |
| 12    | 4      |
| 13    | 3      |
| 14    | 2      |
| 15    | 1      |
| —     | —      |

Das Punktesystem von 2001:
| Platz | Punkte |
| ----- | ------ |
| 1     | 25     |
| 2     | 20     |
| 3     | 16     |
| 4     | 13     |
| 5     | 11     |
| 6     | 10     |
| 7     | 9      |
| 8     | 8      |

| Platz | Punkte |
| ----- | ------ |
| 9     | 7      |
| 10    | 6      |
| 11    | 5      |
| 12    | 4      |
| 13    | 3      |
| 14    | 2      |
| 15    | 1      |
| 16    | -      |

Das Punktesystem seit 2002 bis heute:
| Platz | Punkte |
| ----- | ------ |
| 1     | 25     |
| 2     | 22     |
| 3     | 20     |
| 4     | 18     |
| 5     | 16     |
| 6     | 15     |
| 7     | 14     |
| 8     | 13     |
| 9     | 12     |
| 10    | 11     |

| Platz | Punkte |
| ----- | ------ |
| 11    | 10     |
| 12    | 9      |
| 13    | 8      |
| 14    | 7      |
| 15    | 6      |
| 16    | 5      |
| 17    | 4      |
| 18    | 3      |
| 19    | 2      |
| 20    | 1      |

## Gesamtsieger
| Fahrer | Beifahrer(in)      |                     |                  |                  |                  |
| 1980   | Reinhard Böhler    | Siegfried Müller    | Yamaha/Wasp      |                  |                  |
| 1981   | Ton van Heugten    | Frits Kiggen        | Yamaha/Wasp      |                  |                  |
| 1982   | Emil Bollhalder    | Karl Büsser         | Yamaha/EML       |                  |                  |
| 1983   | Emil Bollhalder    | Karl Büsser         | Yamaha/EML       |                  |                  |
| 1984   | Hansi Bächtold     | Fritz Fuß           | EML/Jumbo-EML    |                  |                  |
| 1985   | Hansi Bächtold     | Fritz Fuß           | EML/Jumbo-EML    |                  |                  |
| 1986   | Hansi Bächtold     | Fritz Fuß           | EML/Jumbo-EML    |                  |                  |
| 1987   | Hansi Bächtold     | Fritz Fuß           | EML/Jumbo-EML    |                  |                  |
| 1988   | Christoph Hüsser   | Andreas Hüsser      | KTM/VMC          |                  |                  |
| 1989   | Christoph Hüsser   | Andreas Hüsser      | KTM/VMC          |                  |                  |
| 1990   | Benny Janssen      | Tiny Janssen        | Honda/EML        |                  |                  |
| 1991   | Eimbert Timmermans | Eric Verhagen       | Kawasaki/EML     |                  |                  |
| 1992   | Eimbert Timmermans | Eric Verhagen       | Kawasaki/EML     |                  |                  |
| 1993   | Andreas Fuhrer     | Adrian Käser        | Kawasaki/VMC     |                  |                  |
| 1994   | Andreas Fuhrer     | Adrian Käser        | Kawasaki/VMC     |                  |                  |
| 1995   | Andreas Fuhrer     | Adrian Käser        | Kawasaki/JHR     |                  |                  |
| 1996   | Andreas Fuhrer     | Adrian Käser        | Kawasaki/JHR     |                  |                  |
| 1997   | Kristers Serģis    | Artis Rasmanis      | KTM/EML          |                  |                  |
| 1998   | Kristers Serģis    | Artis Rasmanis      | Zabel/BSU        |                  |                  |
| 1999   | Daniël Willemsen   | Marcel Willemsen    | Zabel/BSU        |                  |                  |
| 2000   | Kristers Serģis    | Artis Rasmanis      | MTH/BSU          |                  |                  |
| 2001   | Kristers Serģis    | Artis Rasmanis      | MTH/BSU          |                  |                  |
| 2002   | Kristers Serģis    | Artis Rasmanis      | MTH/BSU          |                  |                  |
| 2003   | Daniël Willemsen   | Kaspars Stupelis    | Zabel/VMC        |                  |                  |
| 2004   | Daniël Willemsen   | Kaspars Stupelis    | Zabel/VMC        |                  |                  |
| 2005   | Daniël Willemsen   | Sven Verbrugge      | Zabel/VMC        |                  |                  |
| 2006   | Daniël Willemsen   | Sven Verbrugge      | Zabel/VMC        |                  |                  |
| 2007   | Daniël Willemsen   | Reto Grütter        | Zabel/VMC        |                  |                  |
| 2008   | Daniël Willemsen   | Reto Grütter        | Zabel/VMC        |                  |                  |
| 2009   | Joris Hendrickx    | Kaspars Liepiņš     | KTM/VMC          |                  |                  |
| 2010   | Daniël Willemsen   | Gertie Eggink       | Zabel/WSP        |                  |                  |
| 2011   | Daniël Willemsen   | Sven Verbrugge      | Zabel/WSP        |                  |                  |
| 2012   | Daniël Willemsen   | Kenny van Gaalen    | Zabel/WSP        |                  |                  |
| 2013   | Ben Adriaenssen    | Ben van den Bogaart | KTM/WSP          |                  |                  |
| 2014   | Ben Adriaenssen    | Ben van den Bogaart | Husqvarna/WSP    |                  |                  |
| 2015   | Etienne Bax        | Kaspars Stupelis    | Zabel/WSP        |                  |                  |
| 2016   | Jan Hendrickx      | Ben van den Bogaart | Husqvarna/WSP    |                  |                  |
| 2017   | Etienne Bax        | Nicolas Musset      | Zabel/WSP        |                  |                  |
| 2018   | Marvin Vanluchene  | Ben van den Bogaart | Zabel/VMC        |                  |                  |
| 2019   | Etienne Bax        | Kaspars Stupelis    | Zabel/WSP        |                  |                  |
| 2020   | Saison Abgesagt1   | Saison Abgesagt1    | Saison Abgesagt1 | Saison Abgesagt1 | Saison Abgesagt1 |
| 2021   | Etienne Bax        | Nicolas Musset      | Zabel/WSP        |                  |                  |
| 2022   | Etienne Bax        | Ondrzej Cermak      | Husqvarna/WSP    |                  |                  |
| 2023   | Marvin Vanluchene  | Nicolas Musset      | Zabel/VMC        |                  |                  |
| 2024   | …                  | …                   | …                |                  |                  |

1 – Die Saison 2020 wurde, wegen der weltweit ausgebrochenen COVID-19-Pandemie abgesagt.